# Astrotoma murrayi
Astrotoma murrayi är en ormstjärneart som först beskrevs av Döderlein 1911 (non Lyman, 1879.  Astrotoma murrayi ingår i släktet Astrotoma och familjen medusahuvuden. Inga underarter finns listade i Catalogue of Life.